# Fernet-Branca
Fernet-Branca je popularna vrsta gorkog likera (amara). Proizvodi se u Milanu, u tvornici Distillerie fratelli Branca. Fernet-Branca se spravlja od preko 40 biljaka i začina, kao što su mirisna smola, rabarbara, kamilica, kardamom, aloe, šafran, gospina trava i druge. Baza pića je rakija od grožđa, a obojano je karamelom koja mu daje tamnosmeđu boju. Piće sadrži 40% alkohola. Okus donekle podsjeća na Campari ili Jägermeister. Recept, koji je još uvijek tajan, stvorila je 1845. godine u Milanu mlada Maria Scala, koja je udajom postala Maria Branca. Njezin suprug Bernardino, koji je imao vlastitu ljekarnu, plasirao je liker lokalnim bolnicama. Premda je prvotno zamišljena kao lijek, Fernet-Branca je postala popularno piće.
Fernet-Branca se obično služi kao digestiv nakon jela, s ledom ili bez, a dodaje se i u colu (fernet-kola), kavu te u neka jela. Osim u Italiji, izuzetno je popularno piće u Argentini i San Franciscu. Preporučuje se kao lijek za mamurluk, želučane i druge tegobe.

## Vanjske poveznice
- Distillerie fratelli Branca